# Roklanský potok
Roklanský potok (též Mlýnský potok) je jedním ze tří potoků, jejichž soutokem vzniká šumavská řeka Vydra, proslulá svým kamenitým řečištěm s množstvím tzv. obřích hrnců.

## Průběh toku
Roklanský potok pramení v Národním parku Šumava v těsné blízkosti státní hranice České republiky se Spolkovou republikou Německo, asi 0,5 km severozápadně od Blatného vrchu (1367 m) v nadmořské výšce 1264 m a 4 km jihovýchodně od vrcholu hory Roklan, podle níž dostal potok své jméno. Jeho tok od pramene směřuje k severu, protéká Roklanskou slatí, bývalou Roklanskou nádrží a asi 1 km jižně od osady Javoří Pila se stáčí směrem na východ. Tímto směrem teče až k soutoku s Modravským potokem u Modravy v nadmořské výšce 978 m.
Roklanský potok je téměř 14 km dlouhý a odvodňuje území o rozloze 48 km². Od Javoří Pily až k Modravě vede podél jeho toku trasa červené turistické značky.

### Přítoky
Jeho významnými přítoky jsou Rokytka (4,4 km) sbírající vody z Rokyteckých (Weitfällerských) slatí, Novohuťský potok (3,5 km) protékající Novohuťskými močály a Javoří potok (5,6 km) protékající Javoří slatí s levostranným přítokem Tmavým potokem (3,7 km) odvádějícím vodu ze svahů Poledníku (1315 m) a Jezerního hřbetu.
Soutokem s potoky Modravským a Filipohuťským tvoří počátek řeky Vydry.

## Využití
V povodí Roklanského potoka u Javoří pily byly na šesti lokalitách nalezeny stopy nejvýše položeného pravěkého osídlení v Česku. Zanechali je zde tlupy lovců a sběračů pozdního paleolitu a mezolitu (z doby osm tisíc let před naším letopočtem), které sem každoročně na několik týdnů mířily za obživou – táhnoucími pstruhy a lososy a plody (brusinky, borůvky a lískové oříšky). Ryby lovily na udici, zvěř lukem a šípy, případně do pastí. Hroty šípů, čepele zbraní nebo háčky na ryby vyráběly z kamenných čepelí, jejichž úlomky zde byly nalezeny.
Roklanský potok byl (jako celé povodí Otavy) využíván k plavení dřeva. První zprávy o plávce dříví v oblasti Vydry a jejích přítoků pocházejí ze 16. století. Rozmach těžby a plavení dřeva v této oblasti nastal poté, co v roce 1799 koupil prášilské panství od hraběte Filipa Kinského kníže Josef II. Schwarzenberg. K těžbě a zpracování dřeva sloužily v povodí Roklanského potoka Roklanská hájovna a Javoří pila.
V letech 1949–1950 byl zpracován Generální návrh využití Vydry a přítoků u Modravy se zvláštním ohledem na stávající vodní elektrárnu na Vydře, podle kterého měla být 450 m pod soutokem Roklanského a Modravského potoka vybudována hráz o výšce 45,5 m či dokonce 60 m. Vzdutí vodní nádrže mělo sahat 5 km proti proudu Roklanského potoka, téměř až k Javoří pile. Zatopená plocha by činila 290 ha (ve větší variantě 450 ha) a zaplavila by část Modravských slatí. Realizace projektu měla být zahájena v 60. letech 20. století, k čemuž nedošlo.